# Hollandsche Schouwburg

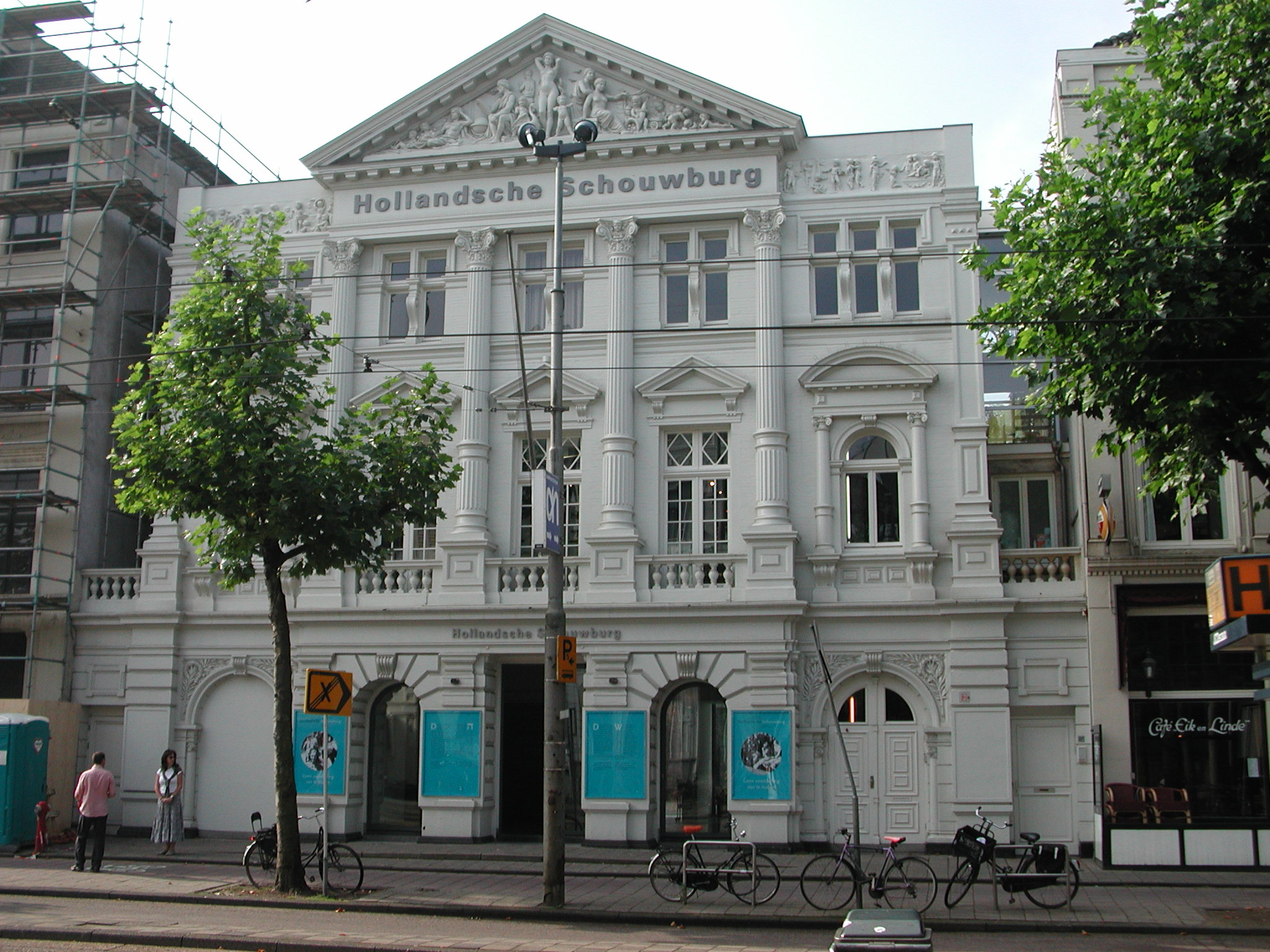
Die Hollandsche Schouwburg (2005)

Die Hollandsche Schouwburg ist ein ehemaliges Theater in Amsterdam. Zur Zeit der deutschen Besetzung der Niederlande während des Zweiten Weltkriegs diente das Gebäude als Sammelplatz für Juden vor dem Weitertransport in das Durchgangslager Westerbork oder das KZ Herzogenbusch. Von dort wurden die Menschen in Vernichtungslager deportiert, wo die meisten ermordet wurden. Heute dient die Schouwburg als Erinnerungsstätte und Ausstellungsort, das Gebäude selbst ist ein Rijksmonument.

## Geschichte

### Theater

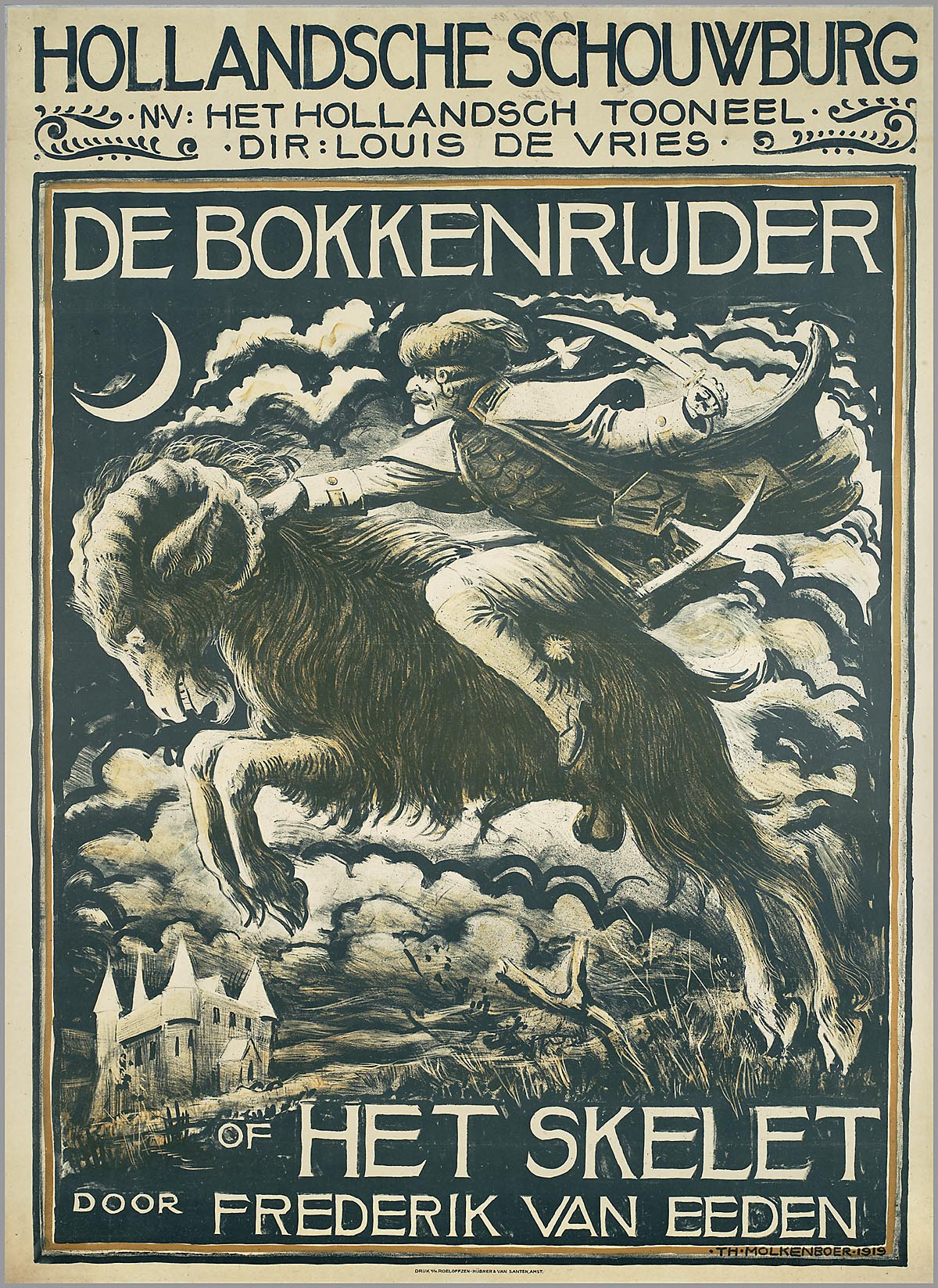
Plakat für die Aufführung De Bokkenrijder of het skelet von Frederik van Eeden in der Schouwburg im Jahre 1919

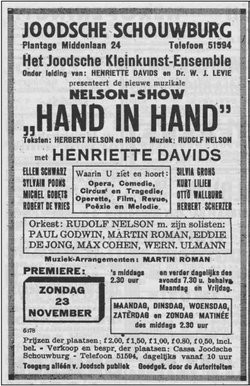
Henriette Davids und W. J. Levie als Theaterleiter 1941

Die Hollandsche Schouwburg an der Plantage Middenlaan in der Plantagebuurt in Amsterdam wurde am 5. Mai 1892 eröffnet. Es war das vierte Theater in diesem Viertel und das luxuriöseste. Das Gebäude wurde von dem Architekten Cornelis Antonius Bombach entworfen, der für weitere repräsentative Gebäude in Amsterdam verantwortlich zeichnete. Es hatte Platz für 1360 Zuschauer und wurde mit einem Gaskronleuchter mit 140 Einzellichtern beleuchtet. Es gab eine Sprinkleranlage, im Jahr 1892 eine Novität. In den ersten beiden Jahren trug das Theater den Namen Artis Schouwburg, weil auf dem Grundstück ein Haus gestanden hatte, in dem der Direktor des Artis-Zoo, Gerard Westerman, gewohnt hatte. Nach zwei Jahren ging das Theater in Konkurs, wurde von den neuen Eigentümern an die Nederlandsche Tooneelvereeniging, eine sozialistische Theatergruppe, verpachtet und erhielt seinen neuen Namen. Hausschreiber war Herman Heijermans, der für das Theater unter anderem das erfolgreiche Stück Op hoop van zegen verfasste, das mehrfach verfilmt wurde, 1924 als deutsch-niederländische Koproduktion und Stummfilm mit Adele Sandrock in der Hauptrolle (deutscher Filmtitel: Die Fahrt ins Verderben). 1930 wurde das Theater unter der Leitung des Architekten Wolter Bakker renoviert.
Bis 1940 war das Theater, das am Rande des Amsterdamer Judenviertels stand, sehr erfolgreich; dort wurden Operetten, Revuen und volkstümliche Stücke aufgeführt. Zuletzt inszenierte Herbert Nelson, ein jüdischer Emigrant aus Berlin, Revuen seines Vaters Rudolf Nelson, in denen die populäre Sängerin und Komikerin Heintje Davids auftrat. Sie gehörte später zu den Leitern der Van-Leer-Stiftung, mit der jüdische Künstler unterstützt wurden. Die Stiftung entsprang einem „Geschäft“ des jüdischen Fabrikanten Bernard van Leer mit den deutschen Besatzern, der nach Zahlung einer hohen Geldsumme die Niederlande mit Familie verlassen durfte; ein Teil des Geldes wurde in die Stiftung gesteckt.
Herbert Nelson verfasste diesen Text für eine der Revuen:

Denn das ist das Leben

voll Bangen und Beben,

und jeder Moment

ist hundert Prozent.

Es tut sich was

in der großen Straße.

Und was sich tut,

tut sich mit uns.
1941 verfügten die deutschen Besatzer die Umbenennung des Theaters in Joodse Schouwburg; Schauspieler, Musiker und Zuschauer durften nur noch Juden sein. Die in der folgenden Zeit produzierten Revuen waren so populär, dass sich nichtjüdische Amsterdamer Ausweise von ihren jüdischen Freunden ausliehen, um in das Theater eingelassen zu werden.

### Sammelstelle für Juden

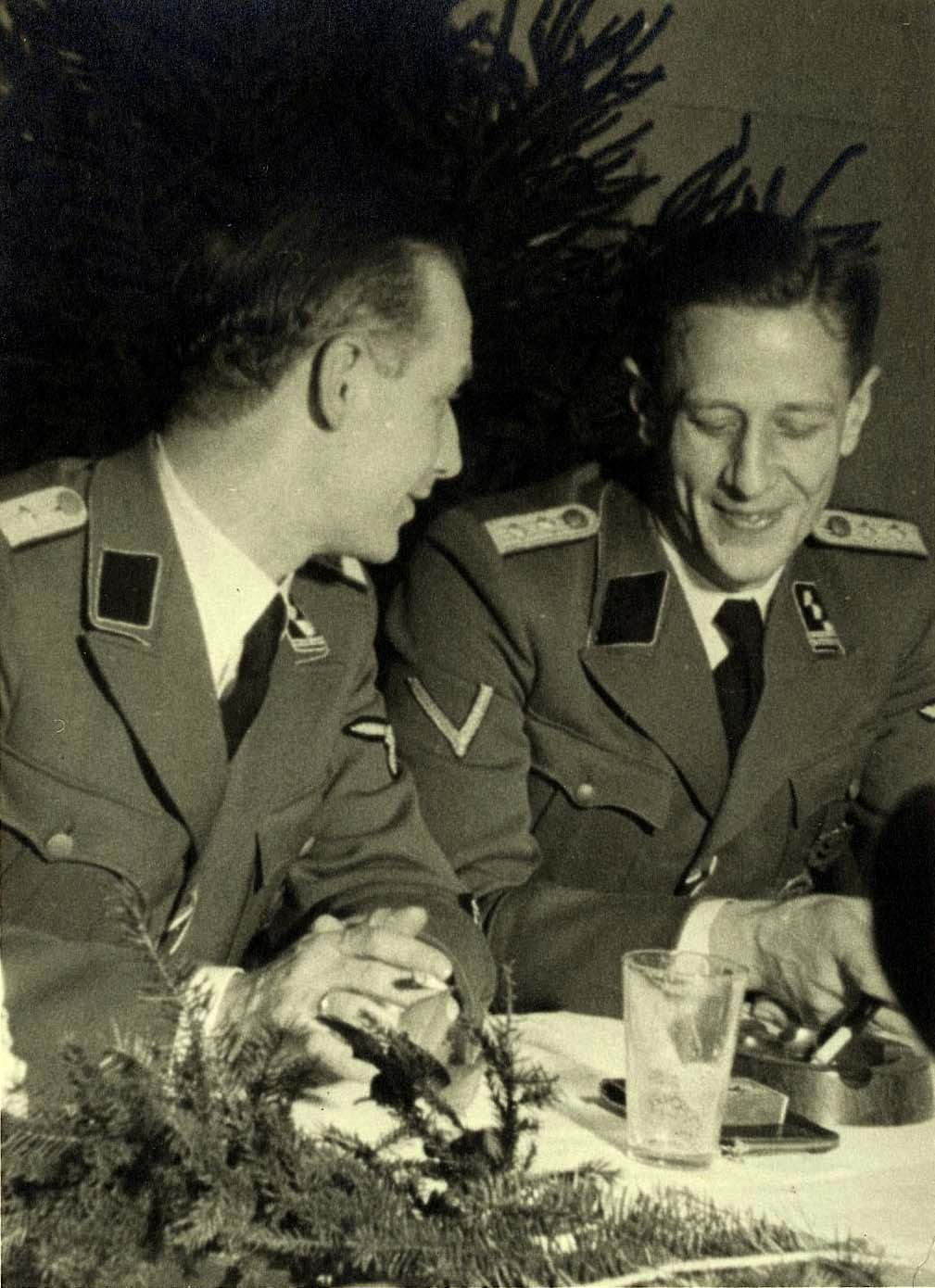
Albert Konrad Gemmeker und Fünten (r., 1942)

Ende Juli 1942 erschien der Leiter der Zentralstelle für jüdische Auswanderung in Amsterdam, Ferdinand aus der Fünten, im Theater und verkündete das Ende des Theaterbetriebs. „Die Hollandsche Schouwburg hatte ausgedient als letzter Schonraum jüdischer Kultur in Amsterdam […].“
Fortan diente das Gebäude bis 1943 als Melde- und Sammelstelle für jüdische Menschen vor ihrem Weitertransport in Konzentrations- und Vernichtungslager, ein „Durchgangslager zum Tod“. Zu diesem Zweck erstellte die Zentralstelle für jüdische Auswanderung anhand von Aufzeichnungen der Amsterdamer Verwaltung Listen. Die betroffenen Juden wurden brieflich aufgefordert, sich am Tag nach Erhalt des Schreibens für einen „Arbeitseinsatz“ im Osten reisefertig in der Schouwburg einzufinden. Ursprünglich hätte die nahegelegene portugiesische Synagoge als Deportationszentrum genutzt werden sollen. Doch die Synagoge hat riesige Fenster, die sich nur schwer abdunkeln lassen und man hätte von draußen sehen können, was drinnen passiert, weshalb sich die Besatzer für das Theater entschieden, weil es keine Fenster hat und relativ schalldicht ist.
Den Aufforderungen zum Arbeitseinsatz kamen jedoch nicht alle Juden nach, sodass die Besatzer bald Polizisten wie die „Eliteeinheit“ von Polizeipräsident Sybren Tulp, die schwarzen Schalkhaarders, losschickten, die allein an einem Tag rund 2000 jüdische Menschen verhafteten und in die Schouwburg brachten. Die bis dahin im Theater tätigen Künstler wurden im Auftrag des Judenrat von Amsterdam als Betreuer der Ankommenden eingesetzt und bekamen dafür eine „Sperre“, wurden also zunächst nicht deportiert; ihr Chef war der vom Judenrat eingesetzte deutsche Jude Walter Süskind.
In der Folgezeit wurden jüdische Menschen aus ihren Wohnungen abgeholt oder bei Razzien aufgegriffen, mit der Unterstützung von „normalen“ Polizisten, von denen einige wenige, die Mitleid hatten, Beschwerdebriefe schrieben oder sich weigerten. Andere Polizisten hingegen beschwerten sich lediglich über die anfallenden Überstunden. Weitere Opfer wurden von holländischen Kollaborateuren entweder verraten oder mit Gewalt zur Schouwburg gebracht. Für jeden abgelieferten Juden erhielten die Helfer ein „Kopfgeld“, der Regeltarif lag zunächst bei 7,50 Gulden, später etwas höher.
Insgesamt wurden rund 46.000 niederländische Juden in der Schouwburg zusammengetrieben. Mitunter waren 1300 Menschen gleichzeitig in dem Gebäude unter höchst beengten Verhältnissen zusammengepfercht und mussten sich fünf Toiletten und zwei Waschbecken teilen. Einen Besucher erinnerte die Situation in der Schouwburg „an Neapel, als dort die Pest herrschte“, der Gestank war unerträglich. Manche Opfer verbrachten nicht nur Tage, sondern Wochen auf den Sesseln des ehemaligen Theaters. Angehörige der Kolonne Henneicke gehörten zum Wachpersonal und taten sich durch Grausamkeit hervor, indem sie auf Menschen einprügelten oder sie traten. Ein ehemaliger Mitarbeiter des Judenrats erinnerte sich, dass ein Mann aus der Kolonne sich „wie eine Bestie“ aufgeführt habe, „vor allem, wenn Deutsche in der Nähe waren“.
Die Gefangenen wurden mit der Straßenbahn zum Amsterdamer Hauptbahnhof gebracht. Rund 15.000 Menschen wurden von dort aus nach Westerbork oder in das KZ Herzogenbusch (niederländisch: Kamp Vught) deportiert, 60.000 bis 80.000 Menschen aus den Niederlanden insgesamt.
Süskind und seine Mitarbeiter machten die deutschen Bewacher oftmals bei Saufgelagen betrunken und manipulierten derweil die Personenlisten sowie die Zahlen. Es gelang ihnen immer wieder, Menschen aus dem Gedränge in der Schouwburg hinauszuschleusen, auch indem sie die (meist niederländischen) Bewacher bestachen. In der Beziehung zu den Besatzern kam Süskind zugute, dass er mit aus der Fünten einst gemeinsam zur Schule gegangen war, was ihn letztlich jedoch nicht davor schützte, selbst deportiert zu werden.
Im Oktober 1942 wurde auf der gegenüberliegenden Straßenseite auf Initiative von Süskind in der ehemaligen Hervormden Kweekschool ein „Kinderhaus“ für Kinder bis zum Alter von zwölf Jahren eröffnet, die dort – von ihren Eltern getrennt – bis zu ihrer geplanten Deportation untergebracht waren. Walter Süskind gelang gemeinsam mit Mitarbeitern des Judenrat Amsterdam und in Zusammenarbeit mit dem dortigen Schulleiter Johan van Hulst sowie Widerstandsgruppen, bis zu 600 Kinder vor der Deportation zu retten. Dabei kam den Helfern zustatten, dass sich damals (wie heute) eine Straßenbahnhaltestelle vor der Schouwburg befand. Wenn die Straßenbahn hielt und die Sicht versperrte, rannten sie mit einem Kind an der Hand neben der Straßenbahn her und stiegen an der folgenden Haltestelle ein. Obwohl die Straßenbahnfahrer und die Passagiere dies sahen und wussten, woher die Kinder kamen, wurden sie nie verraten. Kleinere Kinder schmuggelten sie in Waschkörben oder Rucksäcken aus dem „Kinderhaus“ heraus. Deren Eltern statteten sie mit Strohpuppen aus, die in Decken gewickelt wurden, um ein Baby vorzutäuschen. Die Kinder wurden in Pflegefamilien in Sicherheit gebracht.
Im April 1943 versuchte die Widerstandsgruppe CS-6, die Schouwburg in Brand zu stecken, es kam aber nur zu einem kleinen Feuer. Am 29. September 1943 fand die letzte große Razzia in Amsterdam statt, das anschließend für „judenfrei“ erklärt wurde, und am 19. November 1943 wurde die Schouwburg geschlossen. Noch während des Krieges wurde das Gebäude an Privatleute verkauft.
Ferdinand aus der Fünten wurde nach dem Krieg in den Niederlanden zum Tode verurteilt, die Strafe später in eine lebenslängliche Haftstrafe umgewandelt, zur großen Empörung von weiten Teilen der Bevölkerung. Als einer der Vier von Breda blieb er 44 Jahre lang bis 1989 inhaftiert, kurz nach seiner Freilassung starb er noch im selben Jahr im Alter von 79 Jahren.

## Die Schouwburg als Gedenkstätte

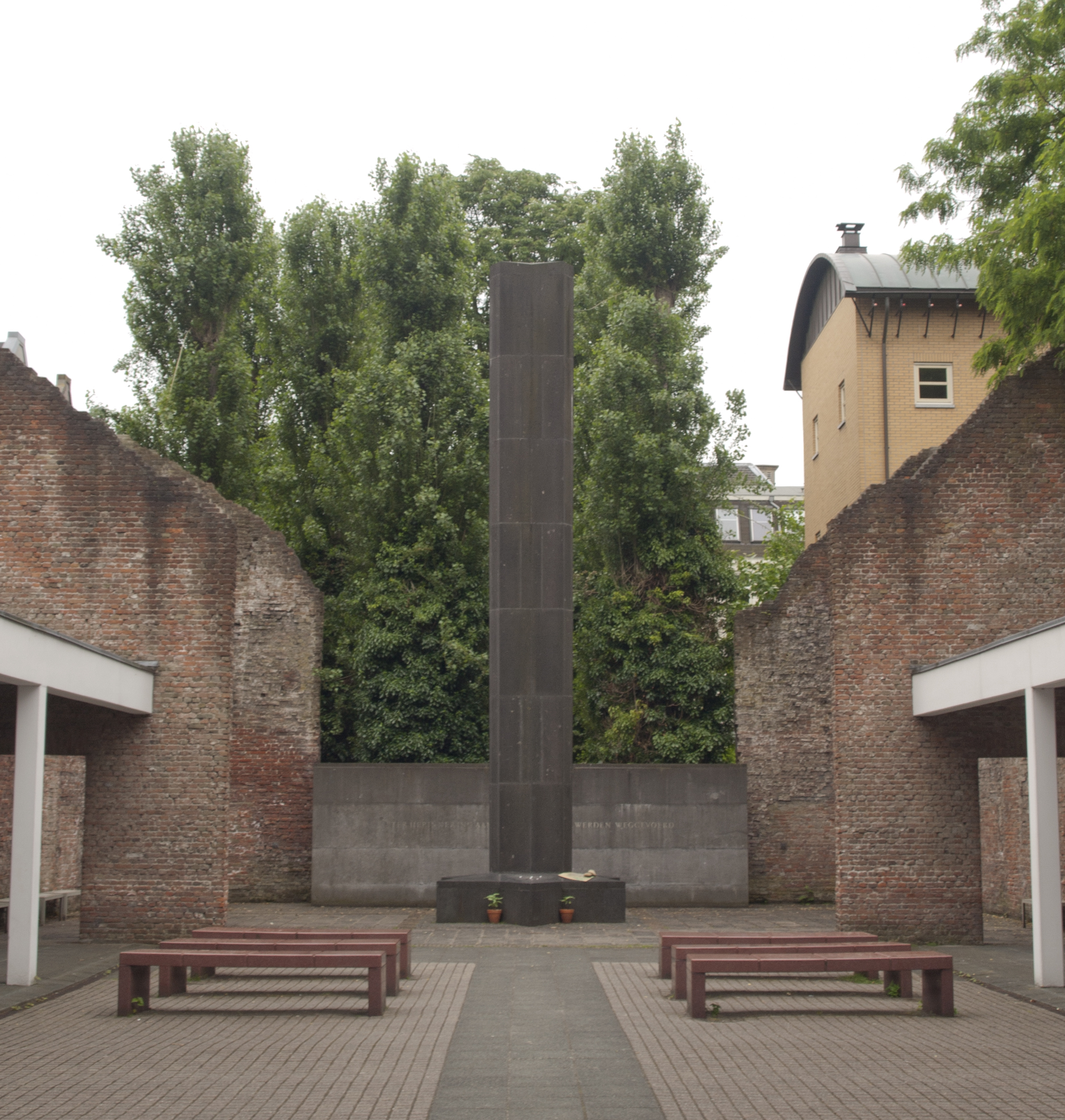
Mahnmal in der Schouwburg

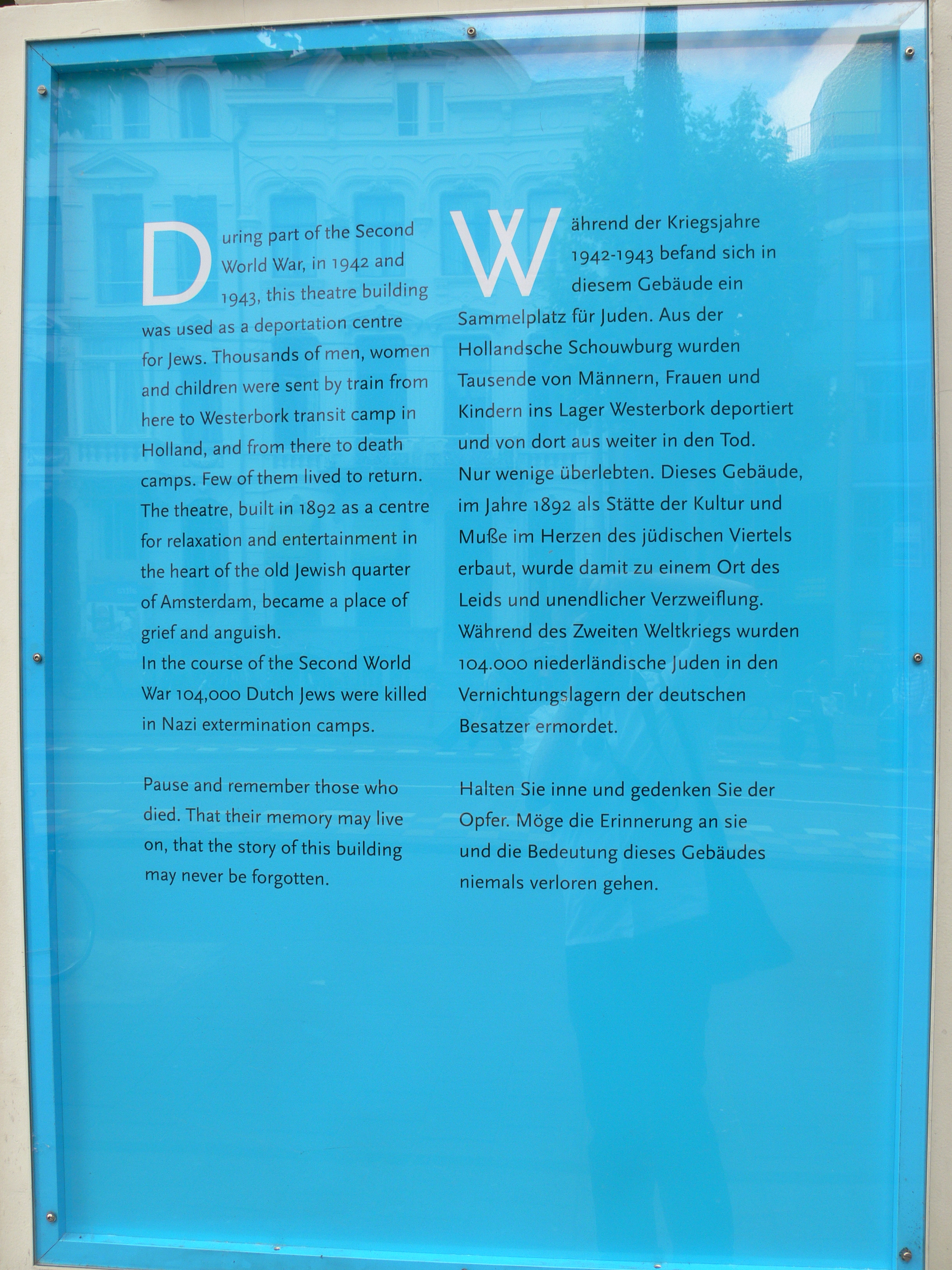
Infotafel am Gebäude

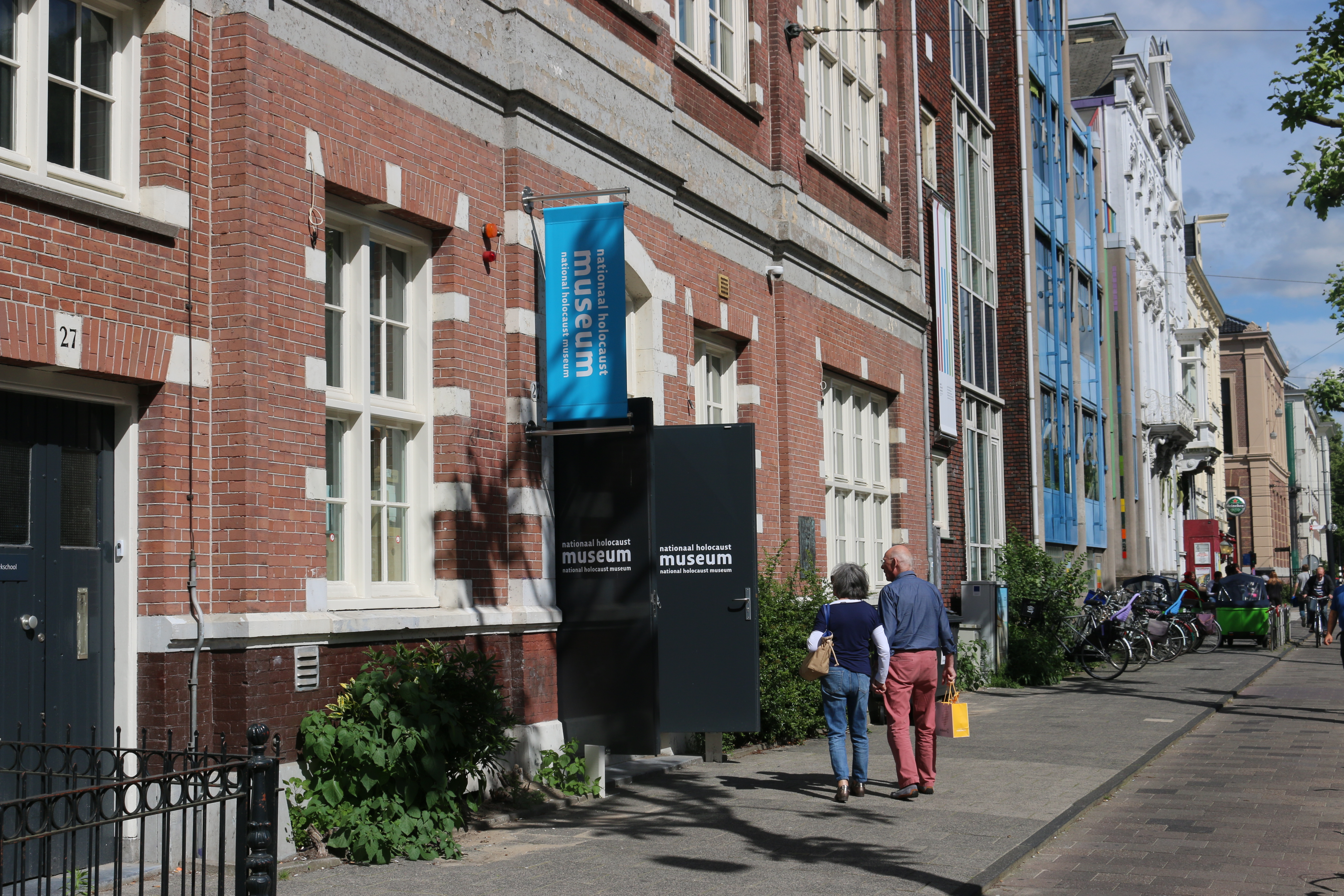
Das Nationaal Holocaust Museum im Gebäude der ehemaligen Kinderkrippe

Vor Kriegsende und danach diente die Schouwburg als Fest- und Tanzsaal unter dem Namen Piccadilly. Dass dieser Ort als Vergnügungsstätte genutzt wurde, stieß auf so heftige Proteste, besonders von Überlebenden der Judenverfolgung, dass öffentliche Veranstaltungen in diesem Gebäude von der Gemeinde verboten wurden. Im Nachgang der Proteste bildete sich ein Komitee unter dem Vorsitz von Prinz Bernhard, das in Absprache mit der Stadt Amsterdam das Gebäude für 300.000 Gulden kaufte; bei einer Spendenaktion waren 200.000 Gulden zusammengekommen, einen beachtlichen Rest steuerte Bernard van Leer bei. Neue Eigentümerin wurde die Stichting Hollandsche Schouwburg, die das Gebäude der Stadt übertrug mit der Auflage, dort keine Vergnügungsveranstaltungen mehr stattfinden zu lassen sowie eine Chapelle Ardente (aus dem Französischen, wörtlich brennende Kapelle = Totenhalle) mit einer Ewigen Flamme einzurichten. Es folgten jahrelange Diskussionen über die weitere Verwendung der Schouwburg. 1952 mussten Figuren von der Fassade entfernt werden, da sie auf die Straße zu fallen drohten, das Gebäude selbst war inzwischen fast zur Ruine verfallen. Es gab Stimmen, die den Abriss der Schouwburg aus „Ehrerbietung vor den Toten“ forderten.
1958 besuchte der damalige israelische Ministerpräsident Jizchak Ben Zwi die Niederlande und besichtigte auch die Schouwburg. Nach diesem Besuch fiel der Entschluss, aus dem Gebäude eine Gedenkstätte zu machen. Allerdings wurde nur die Fassade erhalten, der Rest abgerissen: „Man hält doch Gaskammern nicht instand“, sagte ein Ratsherr zur Begründung. Hinter der Fassade entstand im Erdgeschoss die Totenhalle, in der eine Mauer mit Steinen aus Israel hochgezogen wurde. Im nun vorhandenen Innenhof, dem ehemaligen Theatersaal, wurde ein Mahnmal mit dem Grundriss eines Davidsterns errichtet.
1965 wurde in der Schouwburg die monumentale Studie Ondergang. De vervolging en verdelging van het Nederlandse Jodendom 1940–1945 von Jacques Presser präsentiert. Drei Jahre später besuchte der deutsche Bundespräsident Gustav Heinemann die Schouwburg. Auf Initiative der Anwohner findet jährlich am 5. Mai eine Gedenkfeier statt. 1966 entstand der Brauch, in jedem Jahr auch Jom haScho’a zu gedenken.
1992 kam die Hollandsche Schouwburg unter die Obhut des Jüdischen Historischen Museums, das sie von einer reinen Gedenkstätte zu einem Ausstellungsort entwickelte; sie ist heute Teil des Jüdischen Kulturviertel. So entstand im ersten Stock eine Ausstellung über die Verfolgung der Juden in den Niederlanden. 1993 wurde die Chapelle Ardente neu hergerichtet und mit einer Namenswand versehen, an der stellvertretend die Namen von 6700 ermordeten Juden angebracht sind. Bürgermeister Ed van Thijn, selbst ein Überlebender des Holocaust, eröffnete den Gedenkraum und entzündete erneut die Ewige Flamme. Ein Tagungsraum ist nach Walter Süskind benannt.
Die Schouwburg gilt – neben dem Anne-Frank-Haus – als wichtigstes Mahnmal an die Vernichtung der Juden in den Niederlanden. Im Gebäude gegenüber der Schouwburg, in dem sich die Kinderkrippe befand, wurde das Nationaal Holocaust Museum eingerichtet, das im Jahr 2016 zum Teil, im März 2024 nach Um- und Ausbau endgültig eröffnet wurde. Um die notwendigen Gelder aufzubringen, verkaufte die Jüdische Gemeinde den Amsterdam Machsor, eine kostbare hebräische Handschrift aus dem 13. Jahrhundert.
Seit 2012 ist die Schouwburg der Beginn des Westerborkpad, einer 340 Kilometer langen Wanderroute, die die Verfolgung der Juden symbolisiert und von der Schouwburg zum ehemaligen Lager Westerbork führt.
Seit 2016 steht das Gebäude unter der Nummer 532241 in der Liste der niederländischen Kulturdenkmäler (Rijksmonument).

### Falscher Name an der Wand
1981 erhielt das Instituut voor Oorlogs-, Holocaust- en Genocidestudies (NIOD) über das niederländische Konsulat in Vancouver rund 5000 Negative des Fotografen Franz Anton Stapf. Die kanadischen Alliierten hatten diese nach dem Krieg in den Niederlanden beschlagnahmt; jahrzehntelang lagen sie vergessen in einem dortigen Archiv. Der Nationalsozialist Stapf hatte als Fotograf für die deutschen Besatzungsbehörden gearbeitet und unter anderem die Fotos für das antisemitische Propagandawerk Vuil – lompen – rommel – bron van infecties – cultuurschande voor een modern volk! Dat is een jodenmarkt in Nederland (Schmutz – Lumpen – Müll – Ansteckungsherd – Kulturschande für ein modernes Volk! Das ist der Judenmarkt in den Niederlanden) geliefert. Stapf starb 1977 in Deutschland.
2017 fiel den Historikern René Kok und Erik Somers vom NIOD auf, dass auf der Namenswand der jüdischen Opfer fälschlicherweise auch der Name von Stapf aufgeführt war und sich auch in weiteren Gedenkbüchern befindet. Zu dem Irrtum war es vermutlich gekommen, weil Stapf sich 1941 freiwillig an die Ostfront gemeldet hatte und die Verwaltung vermerkt hatte: „Afgevoerd“ („Abgeführt“). Daraus wurde in den 1950er Jahren irrtümlicherweise geschlossen, er sei wegen jüdischer Herkunft deportiert worden. Auch die Namen seiner Frau und seiner Kinder standen auf der Tafel. Die Namen wurden von der Wand entfernt, vorerst jedoch lediglich provisorisch, da die Glaswand eine spurlose Entfernung nicht zulässt.